# Friedrich Gustav Karl Emil Erlenmeyer

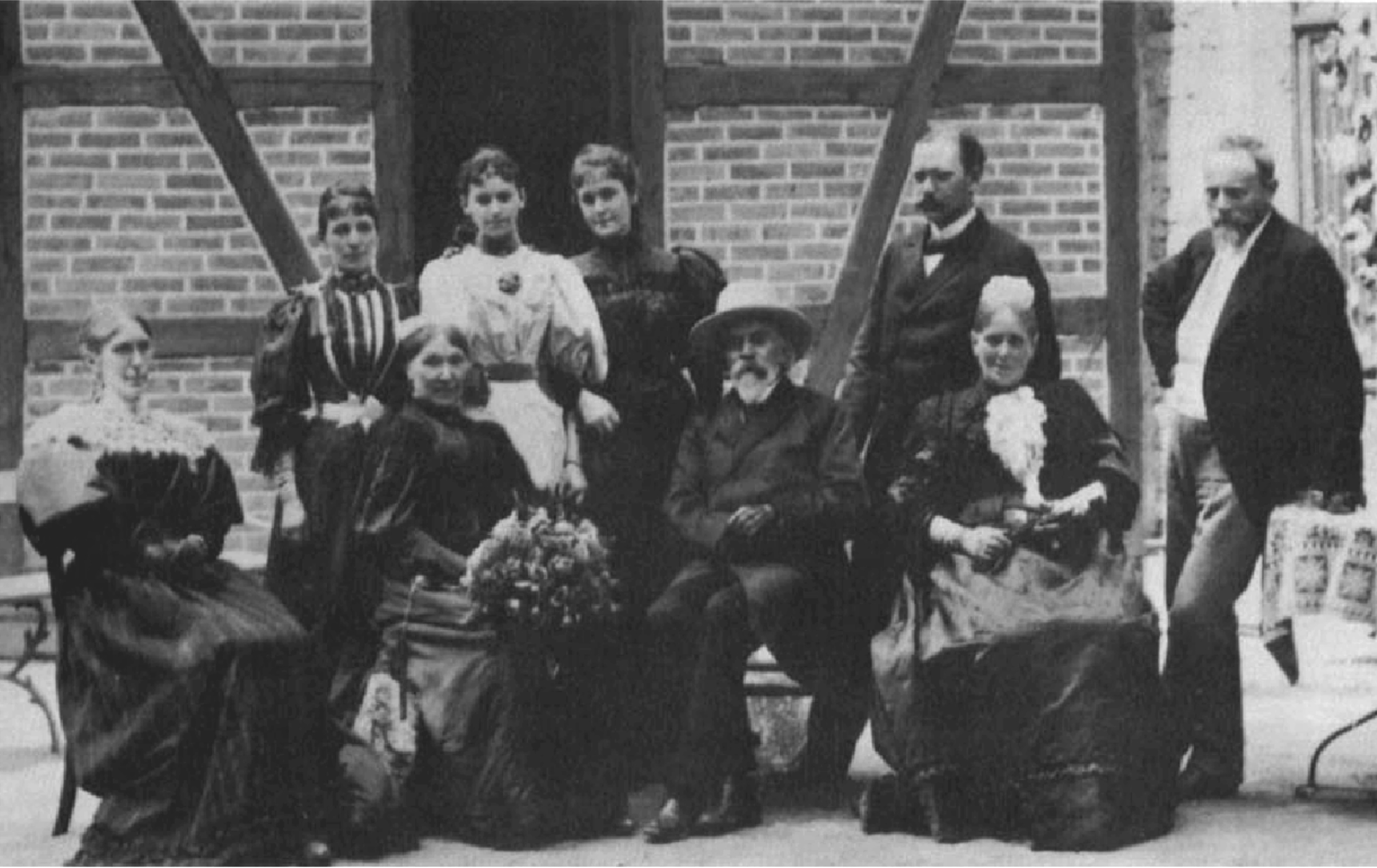
Emil Erlenmeyer jun. mit 31 Jahren

Friedrich Gustav Karl Emil Erlenmeyer, genannt Emil, (* 14. Juli 1864 in Heidelberg; † 14. Februar 1921 in Berlin) war ein deutscher Chemiker (Organische Chemie).

## Leben
Er war der Sohn des Chemikers Emil Erlenmeyer und veröffentlichte auch wie sein Vater als „Emil Erlenmeyer jun.“. Er ging in München zur Schule und studierte in Heidelberg, Bonn, Frankfurt am Main, Darmstadt und Marburg. 1888 wurde er an der Universität Göttingen promoviert  (Zur Kenntnis der Phenyl-alpha und der Phenyl-alpha-beta-Oxypropionsäure). 1891 habilitierte er sich in Bonn und ab 1893 lehrte  er an der Universität Straßburg, ab 1896 als außerordentlicher Professor. 1907 ging er als Regierungsrat an die Biologische Reichsanstalt in Berlin-Dahlem, an der er bis zu seinem Tod blieb.
Er forschte über organische Säuren und veröffentlichte rund 90 wissenschaftliche Arbeiten. 1893 veröffentlichte er die Erlenmeyer-Synthese.
Er war der Vater des Chemikers Hans Erlenmeyer (1900–1967), der Professor für Anorganische Chemie in Basel war.

## Schriften (Auswahl)
- Bemerkungen über Examina und Ausbildung der Technischen Chemiker. Koester, Heidelberg 1898.